# S-wyrażenie

drzewo reprezentujące s-wyrażenie w postaci (* 2 (+ 3 4))

S-wyrażenie (ang. S-expression skrót od symbolic expression) – to notacja, służąca do zapisu struktury list oraz drzew pod postacią tekstu. Wykorzystywana w językach rodziny Lisp oraz do zapisu tekstowego WebAssembly.

## Definicja
Oryginalnie S-wyrażenie zostało zdefiniowane jako:
- atom (w zależności od języka, np. symbol, liczba, lub ciąg znaków) lub
- para w formie (x . y), gdzie x i y są S-wyrażeniami.

Zgodnie z definicją S-wyrażeniem jest także lista w formie ciągu par (x . (y . (z . NIL))), gdzie atom NIL to specjalny znacznik końca listy (w języku Scheme jest nim pusta lista ()). Taka lista może być zapisana w wygodniejszej notacji jako (x y z). Elementami list mogą być także inne listy.
Dzięki użyciu par można utworzyć dowolne drzewo binarne, którego liśćmi są atomy.

## Przykład
Przykład S-wyrażenia:
```
(
foo
 
bar
 
(
baz
 
"lorem"
 
(
quux
 
"ipsum"
 
10
 
20
)
 
30
))

```

Przykład kodu języka Common Lisp:
```
(
defun
 
factorial
 
(
x
)

   
(
if
 
(
zerop
 
x
)

       
1

       
(
*
 
x
 
(
factorial
 
(
-
 
x
 
1
)))))

```

## Standaryzacja
S-wyrażenia zostały sformalizowane przez standardy języka Common Lisp (standard ANSI, dokument INCITS 226-1994 (R2004)) oraz Scheme (R5RS oraz R6RS). Była także próba (w 1997 r.) standaryzacji poprzez dokumenty RFC standardów internetowych. Dokument opisywał S-wyrażenia jako format wymiany danych (prostsza alternatywa dla XML).